# 奧帕納西夫
50°46′1″N 31°5′37″E / 50.76694°N 31.09361°E
奧帕納西夫（烏克蘭語：Опанасів）是位於烏克蘭北部的村莊，由基辅州布羅瓦里區的卡利塔市鎮負責管轄。該村始建於1762年，面積1.35平方公里，海拔高度113米，2001年人口196，人口密度每平方公里145.2人。